# Erasmo de Rotterdam (Durero)

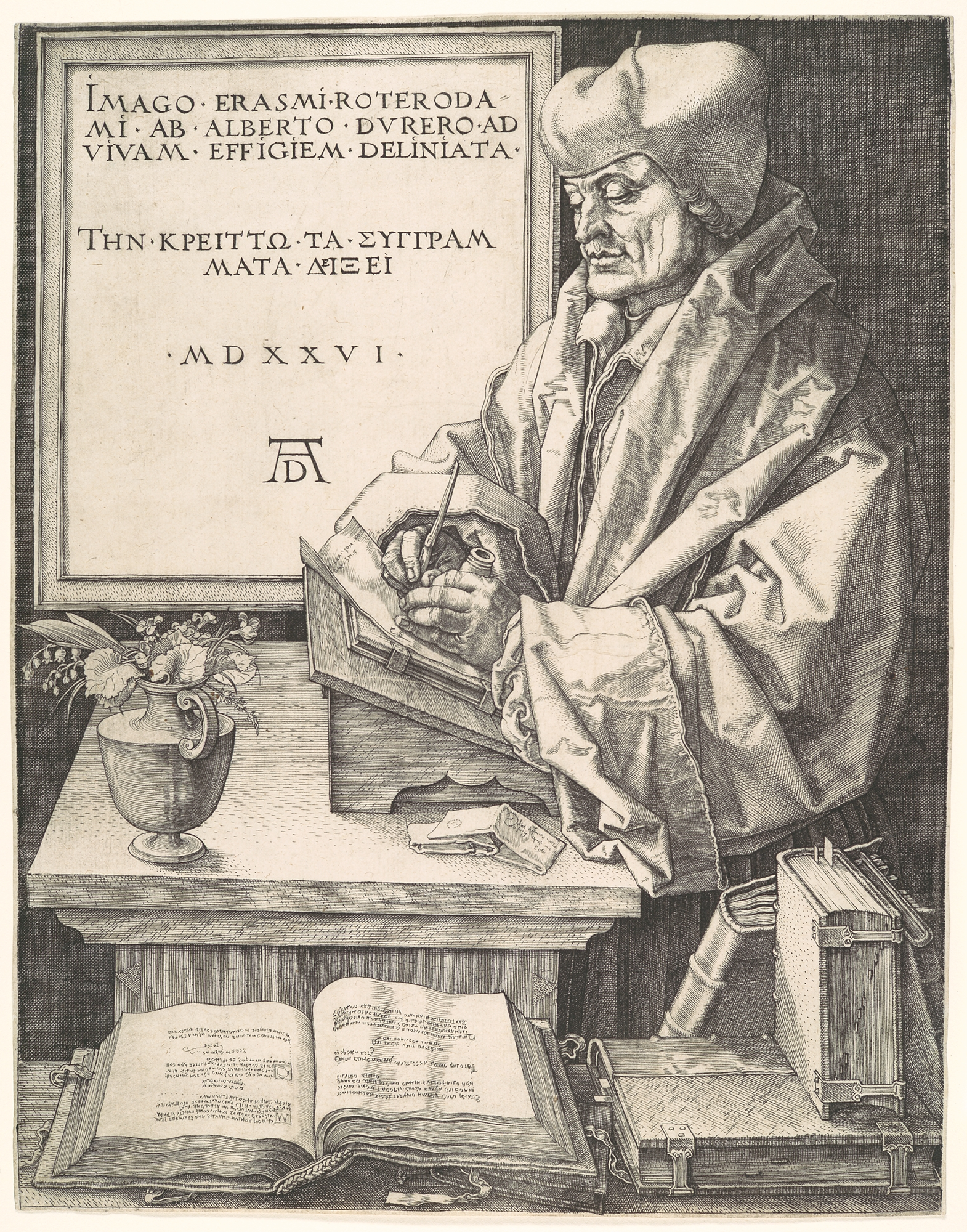
Retrato de Erasmo, 24,8 x 19,1 cm. Museo Metropolitano de Arte.

El retrato de Erasmo de Rotterdam es un grabado sobre cobre de 1526 realizado por el artista alemán Alberto Durero. El retrato fue encargado por el humanista renacentista holandés Erasmo de Rotterdam (c.1466-69–1536) cuando ambos hombres se conocieron en los Países Bajos entre 1520 y 1521. Erasmo estaba entonces en el apogeo de su fama y exigía representaciones de sí mismo para acompañar sus escritos. No se terminó hasta unos seis años después, pero fue precedido por una serie de bocetos preparatorios.
No es una representación fiel de las características físicas del retratado, por lo que a veces ha sido criticado, incluso por el propio Erasmo y por Martín Lutero, con quien Erasmo mantuvo una relación prolongada y espinosa. Hoy en día, los historiadores del arte lo consideran una captura pionera de su integridad moral, intelectualismo y erudición, y es uno de los retratos más populares y reconocibles del modelo.

## Comisión

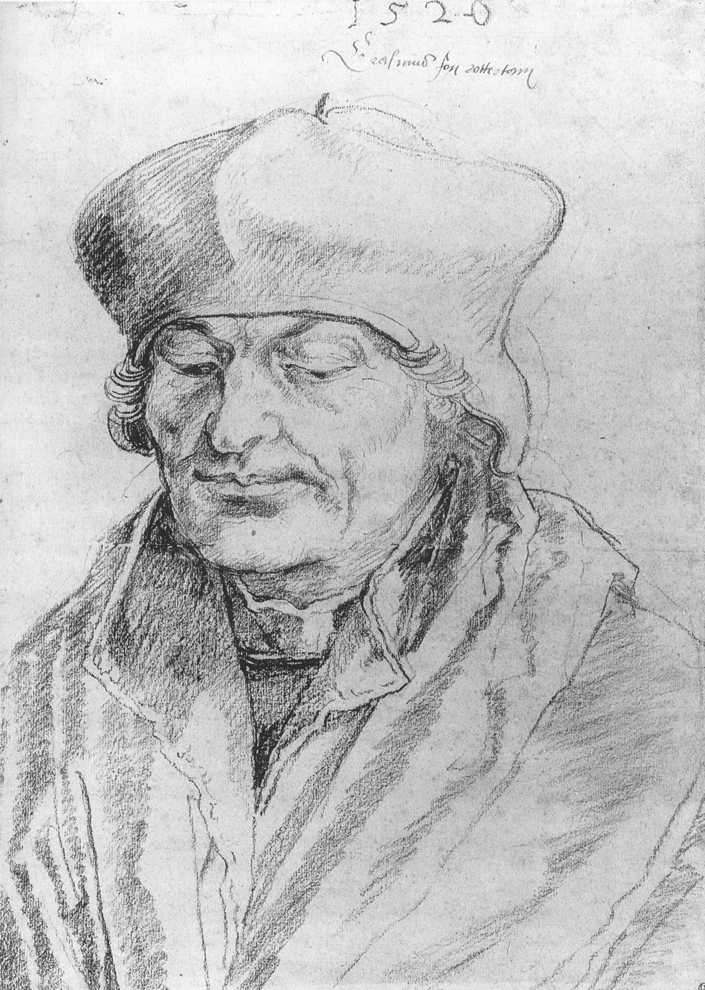
Alberto Durero, Retrato de Erasmo, boceto: tiza negra sobre papel, 1520.

Erasmo fue un reconocido erudito humanista y teólogo. Respetaba la estatura de Durero y aparentemente admiraba su obra, pero más sus xilografías y grabados que sus pinturas. El 8 de enero de 1525, Erasmo escribió: "Ojalá pudiera ser retratado también por Durero. ¿Por qué no por un artista como él? Pero ¿cómo podría lograrlo? Comenzó mi retrato al carboncillo en Bruselas, pero probablemente lo haya dejado de lado hace mucho tiempo. Si pudiera hacerlo con mi medalla o de memoria, que haga lo que ha hecho por ti, es decir, que añada algo de grasa". En 1528, una vez terminado el retrato, escribió: "¿No es más maravilloso lograr sin el halago de los colores lo que Apeles logró con su ayuda?". La implicación es que Durero podía lograr más con líneas negras desnudas que otros artistas del siglo XVI -incluido el propio Durero- con colores exuberantes.
Se encontraron al menos tres veces durante la visita de Durero a los Países Bajos entre 1520 y 1521. Erasmo encargó un retrato, ya que necesitaba una gran cantidad de retratos de sí mismo para enviar a sus corresponsales y admiradores en toda Europa. Como consta en sus diarios, Durero dibujó a Erasmo varias veces con carboncillo durante estos encuentros, pero pasaron seis años antes de que completara el grabado.

## Descripción
Erasmo aparece de medio cuerpo, serio, de pie y concentrado escribiendo en su estudio. Ante él hay una serie de libros que pretenden demostrar su erudición y que, plasmados como una auténtica naturaleza muerta, separan al pensador del espectador. Los libros tienen también un propósito más profundo, ya que indican que ambos hombres se hicieron famosos gracias a los avances en la imprenta.
Los lirios en un jarrón probablemente hacen referencia a la pureza e incorruptibilidad de su mente y sus intenciones.
Detrás de él, enmarcada en la pared como si se tratase de un cuadro o un panel de mármol, se puede leer la inscripción latina y griega: "Esta imagen de Erasmo de Rotterdam fue dibujada del natural por Alberto Durero. El mejor retrato lo mostrarán sus escritos. 1526 d. C."

## Evaluación histórica

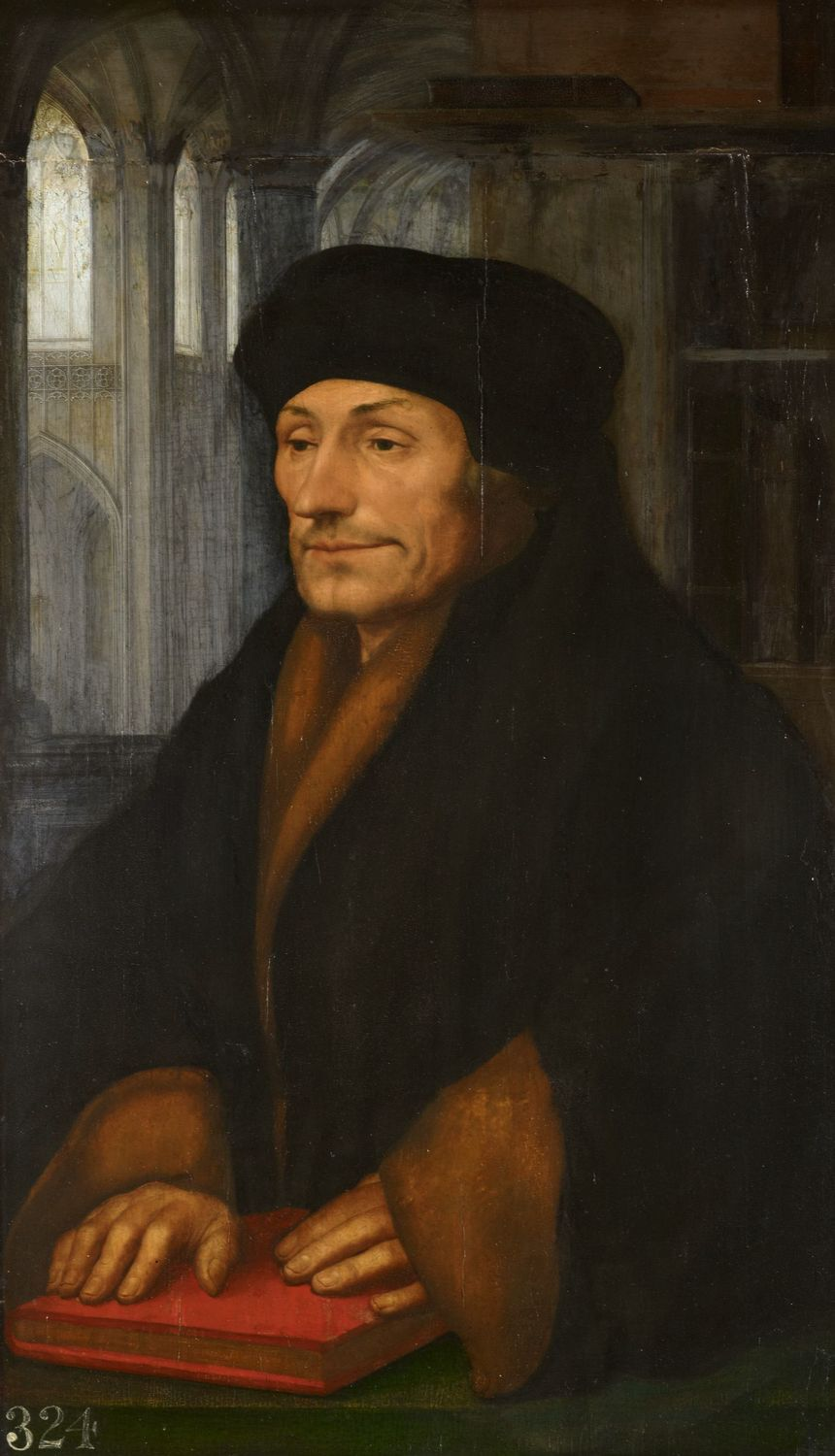
Hans Holbein, Retrato de Erasmo de Rotterdam, hacia 1520–40. Colección Real, Londres.

Aunque la obra era ampliamente conocida y popular, los historiadores del arte de principios y mediados del siglo XX la vieron con reservas. Tanto Heinrich Wölfflin como Erwin Panofsky la describieron en términos generalmente favorables, aunque Wölfflin escribió que "carecía de vida", especialmente en comparación con los retratos de Erasmo de Hans Holbein. Del mismo modo, Max Friedländer la calificó de "vacilante" y sin convicción.
Durero no buscaba reproducir exactamente la apariencia física del retratado, sino más bien representar "el mejor retrato que mostrarán sus escritos", indicando que sus palabras, más que sus rasgos físicos, son el aspecto más notable para el registro. Según Panofsky, "Durero hizo todo lo posible para 'caracterizar' a Erasmo con la parafernalia de la erudición y el gusto, con un encantador ramo de violetas y lirios del valle que daban testimonio de su amor por la belleza y, al mismo tiempo, servían como símbolos de modestia y pureza virginal". Panofsky concluyó que Durero "no logró capturar esa esquiva mezcla de encanto, serenidad, ingenio irónico, complacencia y formidable fuerza que era Erasmo de Rotterdam".
El propio Erasmo se mostró abiertamente descontento con la obra final y en 1528, el año de la muerte de Durero, se quejó en una carta de que el retrato no se parecía a él. Aunque solía pedir retratos de sí mismo, rara vez estaba satisfecho con los resultados. Sobre un retrato menor de Holbein escribió: "Si Erasmo pareciera tan joven, estaría pensando en tomar esposa". A Martín Lutero (1483-1546) tampoco le gustaba el grabado, pero, tras haber discutido públicamente con Erasmo en aquella época, observó secamente que "nadie está realmente satisfecho con su propia imagen".